# Pseudagrion dundoense
Pseudagrion dundoense là một loài chuồn chuồn kim trong họ Coenagrionidae.
Loài này được xếp vào sách Đỏ của IUCN năm 2008.
Pseudagrion dundoense được Longfield miêu tả khoa học năm 1959.